# Winner (groupe)
Pour les articles homonymes, voir Winner.
 (janvier 2025).
Winner (en coréen : 위너), est un boys band sud-coréen de K-pop formé en 2013 et se compose de quatre membres Yoon, Jinu, Hoony et Mino. À l'origine un 5e membre nommé Taehyun faisait partie du groupe, .
Ils remportent la finale du programme Win: Who Is Next, survival lancé par la YG Entertainment afin de débuter un nouveau boy group, huit ans après BigBang.
Winner font leurs débuts au YG Family Concert le 15 août 2014, leur première apparition dans une émission musicale le 17 août sur Inkigayo et leurs débuts japonais le 10 septembre de la même année.

## Histoire

### 2010-2013: Pré-débuts
En 2010, le leader du groupe Seungyoon participe à l’émission SuperstarK2 et finit dans le Top 4. L’année suivante il signe un contrat avec la YG Entertainement et fait ses débuts en tant qu’acteur dans le sitcom «High Kick : Revenge of the Short Legged». En 2013 il débute en solo avec plusieurs titres dont « It Rains ».
Seunghoon a participé en 2012 à l’émission K-Pop Star 1. Arrivé en 4e place, on annonce son recrutement par Yang Hyun Suk le 14 mai de la même année.
Song Minho a commencé sa carrière musicale en tant que rappeur sous le nom « Mino » et a collaboré avec plusieurs rappeurs, devenus des idoles, comme Zico, Kyung et P.O de Block B ou encore Taewoon de SPEED. Mino devait initialement débuter avec le groupe Block B, mais les a quittés avant leurs débuts. En 2011 il débute avec le groupe BoM sous l’agence Y2Y Contents, cependant le groupe se sépare deux ans plus tard. En 2012 il est repéré grâce à son apparition dans la série « The Strongest K-POP Survival » diffusé sur la Channel A, et rejoint la YG entertainement en 2013 après avoir passé une audition.
Jinwoo était élève à la « Joy Dance Plug In Music Academy » où il est repéré par Seungri de BigBang, il entre à la YG entertainement en 2010.
Taehyun a été recruté par l’agence en 2011 à travers une audition. Lui et Jinwoo furent danseurs en 2011 au YG Family Concert alors qu’ils n’étaient que stagiaires.

### 2013–2014: WIN: Who Is Next et début du groupe
Les 5 membres ont participé au survival WIN: Who is Next, diffusé sur Mnet, comme étant la “Team A”
Lancée par YG Entertainment, l'émission présente onze stagiaires de l'agence qui forment deux groupes : la Team A et la Team B qui ont du s’affronter durant dix semaines, l’équipe gagnante devant débuter dès la fin de l’émission.
Le 25 octobre 2013, lors de la finale, la Team A, annoncé gagnante, débutera donc sous le nom WINNER  après avoir remporté les trois tours de vote du public. Ils auront l’occasion de faire les premières parties du groupe BigBang lors de leur « Japan dome tour » à partir du 15 novembre.
Dès le 13 décembre le groupe apparaît dans leur propre programme Winner TV diffusé sur Mnet et composé de 10 épisodes.
Entre juin 2014 et août de la même année, le groupe est réintroduit au public à travers une série de teasers photos et vidéos afin de préparer leurs débuts musicaux,,,
Le showcase marquant les débuts musicaux de Winner prend place le 6 août avec leur album 2014 S/S dont la sortie digitale fut le 12 août et la sortie physique le 14 août.
Leur premier show musical est sur Inkigayo[Quoi ?] le 17 août, ils devinrent le groupe masculin a gagné le plus rapidement la première place sur M!Countdown.
Leur album atteint la première place dans le Billboard World Album et leur titre Empty obtint un All Kill dans les charts en Corée du Sud ce qui en fait leur premier titre à obtenir la premiere place dans les Gaon chart.
Le 10 septembre, le groupe sort la version japonaise de son premier album, 2014 S/S : Japan Collection qui a atteint la seconde place dans le Oricon Daily Album Chart.
Le 11 septembre ils tiennent leur premier concert solo au Japon, et concluent leur tournée japonaise à Tokyo le 11 octobre, avec 50 000 entrées au total.

### 2015–2016: Activités solo, EXIT:E, et départ de Taehyun
En 2015, les activités du groupe furent temporairement mises de côté pendant que chacun des membres eurent des activités solo.
Taehyun apparaît dans plusieurs dramas, dont le web Drama « Midnight Girl », « Late Night Restaurant » et rejoint la production sino-coréenne dans «Under the Black Moonlight ».
Seugyoon obtient un rôle dans le web drama « We broke up » qui atteint les 16 millions de vues.
Jinwoo apparait dans le drama sino coréen « Magic Cellphone ».
Mino participe à la 4e saison de "Show me the Money" dans lequel il arrive en finale. Les titres qu’il y performe deviennent de gros succès commerciaux. « Fear » en featuring avec Taeyang de Bigang, atteint le million de ventes digitales.
En septembre 2015, le groupe débute leur seconde tournée Japonaise qu’ils finissent en Octobre et pour laquelle ils enregistrent 36 000 entrées,
En décembre, YG entertainement annonce que le groupe reviendra en 2016 à travers un come-back composé de cinq projets.
En janvier 2016, Mino et Taehyun sortent le titre « Pricked » qui malgré une maigre promotion atteint la seconde place sur les charts de Melon et la première place dans neuf pays sur iTunes.
Dans le but de préparer leur comeback en tant que groupe , plusieurs covers de leur titre sont réalisées par des artistes de la YG entertainement dont Lee Hi, Zion.T, Epik High, Taeyang et G Dragon.
Leur mini-album EXIT:E sort le 1er février et débute à la seconde des places au "Billboard World Album" et à la 3ème place au "Heatseekers Album chart".
Les singles « Baby Baby » et « Sentimental » atteignent la première place dans les chart coréens et enregistrent un real time all kill.
Le 12 et 13 mars commence leur « Winner Exit Tour » à l’Olympic Gymnasium Arena à Séoul, ils y ajoutent des dates additionnelles a Gwangju, Daegu et Busan en Avril.
En avril ils apparaissent dans le show «Half Moon Friends» sur JTBC. Très populaire en Chine, cette émission enregistre 75 millions de vues sur la plateforme chinoise Miaopai.
Le 14 avril, Winner au côté de Red Velvet et Ha Ji-won, sont nommés ambassadeur pour « Korea Brand & Entertainment EXPO» par KOTRA.
En juin, le groupe commence leur troisième tournée japonaise qui attire 36 000 fans au total.
Le 12 octobre, la YG Entertainement annonce que Taehyun sera momentanément exclu des activités du groupe et que la série Exit Movement est annulée.
Le 25 novembre, l’agence annonce le départ définitif de Taeyhun et qu’aucun membre ne sera ajouté, Winner sera désormais composé de 4 membres.
En novembre, Jinu devient le premier idol[Quoi ?] à rejoindre la « Compagnie Nationale de danse contemporaine coréenne ». Il y interprète le rôle du Petit Prince dans la comédie musicale éponyme. Selon le directeur artistique, l'image de Jinwoo ainsi que sa passion pour la danse correspondent parfaitement au rôle principal. Du 9 au 11 décembre Jinwoo apparaît dans cinq shows au théâtre SJ Towol au Centre des arts de Séoul.
En novembre on annonce aussi que Yoon fera partie du web drama « Love for a Thousand More » en tant que rôle masculin principal, on y retrouvera également Jinwoo. Le drama est une production coopérative entre CJ E&M, YG Entertainment et YGKPlus.

### 2017: "Fate Number For" et "Our Twenty For"
En janvier 2017, les membres ont indiqué qu'ils feraient bientôt un retour, confirmé par la suite par leur agence qui annonce un retour le 4 avril avec l’album «Fate Number For».
Fin mars l'agence annonce le nom de deux titres de l'album "Really Really" et "Fool"
«Really Really» débute en 3eme place et «Fool»à la quatrième place au Billboard World Digital Song Sales. "Really Really" est aussi choisi dans l'Apple Music pour la sélection "Best of the Week" 
Durant la promotion de leur album, Winner font des showcase durant trois jours, du 2 au 4 avril, au Club NB à Séoul suivant le « concept showroom ».
En mai, Winner sort la version japonaise de leur album «Fate Number For» contenant les réédition japonaise de Really Really et Fool.
Le 4 août, Winner reviennent avec l’album «Our Twenty For» contenant les singles « Love Me Love Me »et « Island ».
Love Me Love Me fut par ailleurs choisi par Dazed Digital comme faisant partie du Top 20 des meilleures chansons de Kpop en 2017.
En décembre 2017, Realy Really dépasse les 100 millions de streams sur Gaon et deviennent le premier groupe d’idol masculin à atteindre ce score tout en se maintenant dans «Chart-In», c'est-à-dire faisant toujours partie du Top 100 depuis la sortie du titre.

### 2018: "Japan tour", "EVERYD4Y", "WWIC2018", "EVERYWHERE: World Tour"
En février 2018, Winner sortent la version japonaise de « Our Twenty For » avec deux chansons originales : "Raining" et "Have a Good Day" en japonais. Ils commencent aussi leur 4e tournée japonaise.
Le 4 avril, le groupe sort son album « EVRYD4Y » contenant 12 titres avec pour chanson principale "Everyd4y" dont la version coréenne de Raining et Have a Good Day.
Le 3 mai Winner annoncent leur «private stage» : WWIC 2018, organisé à l’Olympic Hall à Séoul, à travers deux shows tenus le 17 juin l’un à 13 h et le second à 18 h heure coréenne.
Le 4 juillet Winner annoncent leur premier World Tour : EVRYWHERE dont le premier concert se tient, les dates annoncées sont à Taipei, Kuala Lumpur, Bangkok, Singapour, Manille, Jakarta et Hong Kong entre autres.

## Discographie Coréenne

### Singles
- Just Another Boy (2013)
- Go Up (2013)
- Empty (2014)
- Color Ring (2014)
- Sentimental (2016)
- Baby Baby (2016)
- Really Really (2017)
- Fool (2017)
- Love Me Love Me (2017)
- Island (2017)
- Everyday (2018)
- Millions (2018)
- Ah Yeah (2019)
- Soso (2019)
- Hold (2020)
- Remember (2020)
- I Love U (2022)

## Vidéographie

### Albums vidéos
| Epilogue Win's Edition DVD[The 100 Days' Journey]                 | - Sortie : 11 mars 2014 - Label: YG Entertainment - Format: DVD    |    |              |  |  |  |  |  |  |  |  |  |  |  |  |  |  |  |
| Winner TV DVD[Episode Collection]                                 | - Sortie: 29 août 2014 - Label: YG Entertainment - Format: DVD     |    |              |  |  |  |  |  |  |  |  |  |  |  |  |  |  |  |
| Japonais                                                          |                                                                    |    |              |  |  |  |  |  |  |  |  |  |  |  |  |  |  |  |
| Winner's Welcoming Collection DVD[Good Bye 2014 x Welcoming 2015] | - Sortie: 28 janvier 2015 - Label: YGEX - Format: DVD              | 11 |              |  |  |  |  |  |  |  |  |  |  |  |  |  |  |  |
| Winner Japan Tour 2015                                            | - Sortie: 25 mai 2016 - Label: YGEX - Format: DVD, Blu-ray         | 4  | - JPN: 6,553 |  |  |  |  |  |  |  |  |  |  |  |  |  |  |  |
| 2016 Winner Exit Tour in Japan                                    | - Sortie : 14 Decembre 2016 - Label: YGEX - Format: DVD, Blu-ray   | 6  | - JPN: 2,267 |  |  |  |  |  |  |  |  |  |  |  |  |  |  |  |
| Winner Japan Tour 2018We'll Always Be Young                       | - Released: September 5, 2018 - Label: YGEX - Format: DVD, Blu-ray | 3  | - JPN: 2,503 |  |  |  |  |  |  |  |  |  |  |  |  |  |  |  |
|                                                                   |                                                                    |    |              |  |  |  |  |  |  |  |  |  |  |  |  |  |  |  |

## Tournées et concerts
- Winner 2014 Zepp Tour au Japon
- Winner Japan Tour 2015
- Winner 2016 EXIT Tour
- Winner Japan Tour 2018 ~We’ll always be young
- Winner 2018 EVERYWHERE Tour

## Récompenses et nomination

### Récompenses et nominations coréennes

#### Asia Artist Awards
| Year | Catégorie                              | Nomination | Résultat |
| ---- | -------------------------------------- | ---------- | -------- |
| 2016 | Most Popular Artists (Singer) - Top 50 | Winner     | 4th      |
| 2017 | Popularity Award (Singer)              | Winner     | Nommé    |

#### Gaon Chart Music Awards
| Année | Catégorie                           | Nomination        | Résultat   |
| ----- | ----------------------------------- | ----------------- | ---------- |
| 2015  | New Artist of the Year (Male Group) | Winner            | Lauréat    |
| 2015  | Song of the Year                    | "Empty"           | Nomination |
| 2015  | Song of the Year                    | "Empty"           | Nomination |
| 2017  | Song of the Year                    | "Baby Baby"       | Nomination |
| 2017  | Song of the Year                    | "Sentimental"     | Nomination |
| 2018  | Song of the Year                    | "Really Really"   | Nomination |
| 2018  | Song of the Year                    | "Love Me Love Me" | Nomination |

#### Golden Disc Awards
| Année | Catégorie                                | Nomination      | Résultat   |
| ----- | ---------------------------------------- | --------------- | ---------- |
| 2015  | Disc Bonsang                             | 2014 S/S        | Nomination |
| 2015  | Digital Bonsang                          | "Empty"         | Nomination |
| 2015  | Best New Artist of the Year (Male Group) | Winner          | Lauréat    |
| 2015  | Popularity Award                         | Winner          | Nomination |
| 2018  | Digital Daesang                          | "Really Really" | Nomination |
| 2018  | Digital Bonsang                          | "Really Really" | Lauréat    |
| 2018  | Global Popularity Award                  | Winner          | Nomination |

#### MBC Plus X Genie Music Awards
| Année | Catégorie                    | Nomination | Résultat |
| ----- | ---------------------------- | ---------- | -------- |
| 2018  | Song of the Year             | "Everday"  | En cours |
| 2018  | Rap/Hip Hop Music Award      | "Everday"  | En cours |
| 2018  | Genie Music Popularity Award | Winner     | En cours |

#### Melon Music Awards
| Année | Catégorie                | Nomination      | Résultat |
| ----- | ------------------------ | --------------- | -------- |
| 2014  | Best New Artist          | Winner          | Lauréat  |
| 2014  | Top 10 Artists           | Winner          | Lauréat  |
| 2014  | Netizen Popularity Award | Winner          | Nommé    |
| 2014  | Artist of the Year       | Winner          | Nommé    |
| 2014  | Album of the Year        | 2014 S/S        | Nommé    |
| 2016  | Top 10 Artists           | Winner          | Nommé    |
| 2016  | Netizen Popularity Award | Winner          | Nommé    |
| 2016  | Kakao Hot Star Award     | Winner          | Nommé    |
| 2016  | Best Dance Track Award   | "Sentimental"   | Nommé    |
| 2017  | Top 10 Artists           | Winner          | Lauréat  |
| 2017  | Artist of the Year       | Winner          | Nommé    |
| 2017  | Netizen Popularity Award | Winner          | Nommé    |
| 2017  | Kakao Hot Star Award     | Winner          | Nominaé  |
| 2017  | Song of the Year         | "Really Really" | Nommé    |
| 2017  | Best Dance Track Award   | "Really Really" | Nommé    |

#### Mnet Asian Music Awards
| Année | Catégorie                    | Nomination      | Résultat |
| ----- | ---------------------------- | --------------- | -------- |
| 2014  | Best New Artist              | Winner          | Lauréat  |
| 2014  | Artist of the Year           | Winner          | Nommé    |
| 2017  | 2017 Favorite KPOP Star      | Winner          | Nommé    |
| 2017  | Best Vocal Performance Group | "Really Really" | Nommé    |
| 2017  | Song of the Year             | "Really Really" | Nommé    |
| 2017  | Mwave Global Fans' Choice    | "Really Really" | Nommé    |

#### Seoul Music Awards
| Année | Catégorie            | Nomination | Résultat |
| ----- | -------------------- | ---------- | -------- |
| 2015  | Bonsang Award        | Winner     | Nommé    |
| 2015  | New Artist Award     | Winner     | Nommé    |
| 2015  | Popularity Award     | Winner     | Nommé    |
| 2015  | Hallyu Special Award | Winner     | Nommé    |
| 2017  | Bonsang Award        | Winner     | Nommé    |
| 2017  | Popularity Award     | Winner     | Nommé    |
| 2017  | Hallyu Special Award | Winner     | Nommé    |
| 2018  | Bonsang Award        | Winner     | Nommé    |
| 2018  | Popularity Award     | Winner     | Nommé    |
| 2018  | Hallyu Special Award | Winner     | Nommé    |

#### Soribada Best K-Music Awards
| Année | Catégorie        | Nomination | Résultat |
| ----- | ---------------- | ---------- | -------- |
| 2017  | Bonsang Award    | Winner     | Nommé    |
| 2017  | Popularity Award | Winner     | Nommé    |

### Récompenses chinoises

#### Tudou Young Choice Awards
| Année | Catégorie                 | Nomination | Résultat |
| ----- | ------------------------- | ---------- | -------- |
| 2014  | Most Popular Korean Group | Winner     | Lauréat  |

#### QQ Music Awards
| Année | Catégorie            | Nomination | Résultat |
| ----- | -------------------- | ---------- | -------- |
| 2015  | Best New Force Group | Winner     | Lauréat  |

#### MTV Asia Music Gala
| Année | Catégorie                 | Nomination | Résultat |
| ----- | ------------------------- | ---------- | -------- |
| 2016  | Overseas Popularity Award | Winner     | Lauréat  |

### Autres récompenses
| Années | Récompenses              | Catégorie                             | Nomination | Résultat |
| ------ | ------------------------ | ------------------------------------- | ---------- | -------- |
| 2014   | A-Awards                 | Contemporary (Mont Blanc Homme) Award | Winner     | Lauréat  |
| 2014   | SBS MTV Best of the Best | Rookie of the Year                    | Winner     | Nommé    |
| 2014   | SBS Gayo Daejeon         | Best New Artist                       | Winner     | Lauréat  |
| 2014   | Style Icon Awards        | New Icons                             | Winner     | Lauréat  |
| 2016   | Style Icon Awards        | Awesome K-Style                       | Winner     | Lauréat  |
| 2017   | Sports DongA Awards      | The Flower Path of the Year           | Winner     | Lauréat  |

### Programmes musicaux

#### Mnet M Countdown
| Année | Date         | Chanson         |
| ----- | ------------ | --------------- |
| 2014  | August 21    | "Empty"         |
| 2014  | August 28    | "Empty"         |
| 2014  | September 18 | "Empty"         |
| 2016  | February 25  | "Sentimental"   |
| 2017  | April 13     | "Really Really" |
| 2017  | April 20     | "Really Really" |
| 2018  | April 12     | "Everyday"      |
| 2018  | May 3        | "Everyday"      |

#### KBS Music Bank
| Année | Date      | Chanson |
| ----- | --------- | ------- |
| 2014  | August 22 | "Empty" |

#### SBS Inkigayo
| Année | Date      | Chanson         |
| ----- | --------- | --------------- |
| 2014  | August 24 | "Empty"         |
| 2014  | August 31 | "Empty"         |
| 2017  | April 16  | "Really Really" |
| 2017  | April 23  | "Really Really" |
| 2018  | April 15  | "Everyday"      |

#### MBC Show! Music Core
| Année | Date     | Chanson         |
| ----- | -------- | --------------- |
| 2017  | April 22 | "Really Really" |
| 2018  | April 14 | "Everyday"      |